# Schmalspurbahn Taubenheim–Dürrhennersdorf
| Ausschnitt der Streckenkarte Sachsen von 1902 |                               |                                                |                                                |
| Kursbuchstrecke: | 135m (1934) 161b (1944, 1946) |                                                |                                                |
| Streckenlänge: | 12,044 km                     |                                                |                                                |
| Spurweite: | 750 mm (Schmalspur)           |                                                |                                                |
| Maximale Neigung: | 25 ‰                          |                                                |                                                |
| Minimaler Radius: | 100 m                         |                                                |                                                |
| Streckengeschwindigkeit: | 30 km/h                       |                                                |                                                |
| |                               |                                                |                                                |
| \| \| 0,000 \| Taubenheim (Spree) \| 309 m \| \| \| \| Anschluss von Bahnstrecke Oberoderwitz–Wilthen \| \| \| \| \| Spree \| \| \| \| 2,560 \| EÜ Lindenberger Str. (10 m) \| EÜ Lindenberger Str. (10 m) \| \| \| 2,95 \| Oppach \| 314 m \| \| \| 3,595 \| Viadukt Oppach (75 m) \| Viadukt Oppach (75 m) \| \| \| 5,188 \| Bachbrücke (10 m)[1] \| Bachbrücke (10 m)[1] \| \| \| 5,640 \| Bachbrücke (10 m)[2] \| Bachbrücke (10 m)[2] \| \| \| 5,83 \| Beiersdorf (Oberlausitz) \| 374 m \| \| \| 6,050 \| Brücke Beiersdorf (22 m) \| Brücke Beiersdorf (22 m) \| \| \| 7,28 \| Oberschönbach \| 401 m \| \| \| 8,74 \| Schönbach (b Löbau/Sachs) \| 373 m \| \| \| 9,84 \| Unterschönbach \| 354 m \| \| \| 11,609 \| Viadukt Dürrhennersdorf (55 m) \| Viadukt Dürrhennersdorf (55 m) \| \| \| 12,044 \| Dürrhennersdorf \| 349 m \| \| \| \| Anschluss an Bahnstrecke Ebersbach–Löbau \| \| |                               |                                                |                                                |
| Kopfbahnhof Streckenanfang (Strecke außer Betrieb) | 0,000                         | Taubenheim (Spree)                             | 309 m                                          |
| Strecke (außer Betrieb) |                               | Anschluss von Bahnstrecke Oberoderwitz–Wilthen | Anschluss von Bahnstrecke Oberoderwitz–Wilthen |
| Brücke über Wasserlauf (Strecke außer Betrieb) |                               | Spree                                          | Spree                                          |
| Brücke (Strecke außer Betrieb) | 2,560                         | EÜ Lindenberger Str. (10 m)                    | EÜ Lindenberger Str. (10 m)                    |
| Bahnhof (Strecke außer Betrieb) | 2,95                          | Oppach                                         | 314 m                                          |
| Brücke (Strecke außer Betrieb) | 3,595                         | Viadukt Oppach (75 m)                          | Viadukt Oppach (75 m)                          |
| Brücke (Strecke außer Betrieb) | 5,188                         | Bachbrücke (10 m)                              | Bachbrücke (10 m)                              |
| Brücke (Strecke außer Betrieb) | 5,640                         | Bachbrücke (10 m)                              | Bachbrücke (10 m)                              |
| Bahnhof (Strecke außer Betrieb) | 5,83                          | Beiersdorf (Oberlausitz)                       | 374 m                                          |
| Brücke (Strecke außer Betrieb) | 6,050                         | Brücke Beiersdorf (22 m)                       | Brücke Beiersdorf (22 m)                       |
| Haltepunkt / Haltestelle (Strecke außer Betrieb) | 7,28                          | Oberschönbach                                  | 401 m                                          |
| Haltepunkt / Haltestelle (Strecke außer Betrieb) | 8,74                          | Schönbach (b Löbau/Sachs)                      | 373 m                                          |
| Haltepunkt / Haltestelle (Strecke außer Betrieb) | 9,84                          | Unterschönbach                                 | 354 m                                          |
| Brücke (Strecke außer Betrieb) | 11,609                        | Viadukt Dürrhennersdorf (55 m)                 | Viadukt Dürrhennersdorf (55 m)                 |
| Kopfbahnhof Streckenende (Strecke außer Betrieb) | 12,044                        | Dürrhennersdorf                                | 349 m                                          |
| |                               | Anschluss an Bahnstrecke Ebersbach–Löbau       |                                                |

Die Schmalspurbahn Taubenheim–Dürrhennersdorf war eine sächsische Schmalspurbahn mit 750 mm Spurweite im Lausitzer Bergland. Die etwa zwölf Kilometer lange Strecke verlief von Taubenheim/Spree ausgehend über den Industrieort Oppach nach Dürrhennersdorf. Die 1892 eröffnete Strecke diente nur dem lokalen Verkehr und wurde 1945 als Reparationsleistung für die Sowjetunion demontiert.

## Geschichte

### 19. und 20. Jahrhundert
Nach dem Deutsch-Französischen Krieg 1870/71 erfolgte ein allgemeiner wirtschaftlicher Aufschwung im neugegründeten Kaiserreich. Neben der Textilindustrie siedelten sich in der Gegend um Oppach, Beiersdorf und Schönbach auch einige metallverarbeitende Betriebe an. Die Industriellen wünschten sich einen Bahnanschluss zur Verbesserung der Transportmöglichkeiten, da vorerst alle Waren mit Pferdefuhrwerken zu den Bahnhöfen transportiert wurden. In einem 1887 gegründeten Komitee setzte sich besonders der Fabrikbesitzer und Abgeordnete Karl Friedrich Matthes für einen Bahnbau ein. Von vornherein zweifelte man aber an der Rentabilität einer Bahnstrecke, sodass der Landtag am 7. Februar 1890 nur eine Schmalspurbahn genehmigte. Im September 1891 begannen die Bauarbeiten an der 12,04 km langen Schmalspurbahn. Insgesamt wurden 94.000 m³ Erdmassen bewegt, 13.740 m Gleis verlegt und Brückenbauwerke errichtet. Am 1. November 1892 wurde die Strecke eröffnet. Die Baukosten für die gesamte Strecke beliefen sich auf ungefähr 1,1 Millionen Mark, da bei Oppach und Dürrhennersdorf zwei größere Brücken notwendig waren.
Außer Personen wurde vor allem Kohle, Steine und Produkte der Landwirtschaft für die an der Strecke liegenden Fabriken transportiert. Zugleich mit der Streckeneröffnung wurde auch der Postverkehr aufgenommen. Dafür kam als sogenannte A-Bahnpost ein eigener Bahnpostwagen zum Einsatz. Um 1930 wurde der Postverkehr auf die Straße verlagert. Während des Zweiten Weltkriegs gab es dann nochmals eine Bahnpost auf der Schmalspurbahn.
Die Strecke wurde in den Anfangsjahren von drei Zugpaaren im gemischten Personen- und Güterverkehr befahren. Seit der Inbetriebnahme wurde Rollbockverkehr durchgeführt, zunächst aber nur mit einem einzigen Rollbockpaar. Ab 1911 wurde der gemischte Betrieb aufgegeben, da mit dem steigenden Verkehrsaufkommen die Rangierzeiten immer länger dauerten, wurden auch zusätzliche reine Güterzüge gefahren. 1927/28 wurde als einer der letzten bei den sächsischen Schmalspurbahnen auf Rollwagenbetrieb umgestellt. Voraussetzung für den Rollwagenbetrieb war ein stärkerer Oberbau und erhöhte Laderampen, diese Umbauten wurden 1927 durchgeführt. Dies erfolgte nur, damit die verbliebenen Rollböcke nach Zittau umgesetzt werden konnten, denn die ČSD wollte ihre Schmalspurbahn Frýdlant v Čechách–Heřmanice nicht auf Rollwagenbetrieb umstellen. Da man den Neubau veralteter Rollböcke ablehnte, zog man die letzten sächsischen Fahrzeuge in Zittau zusammen.

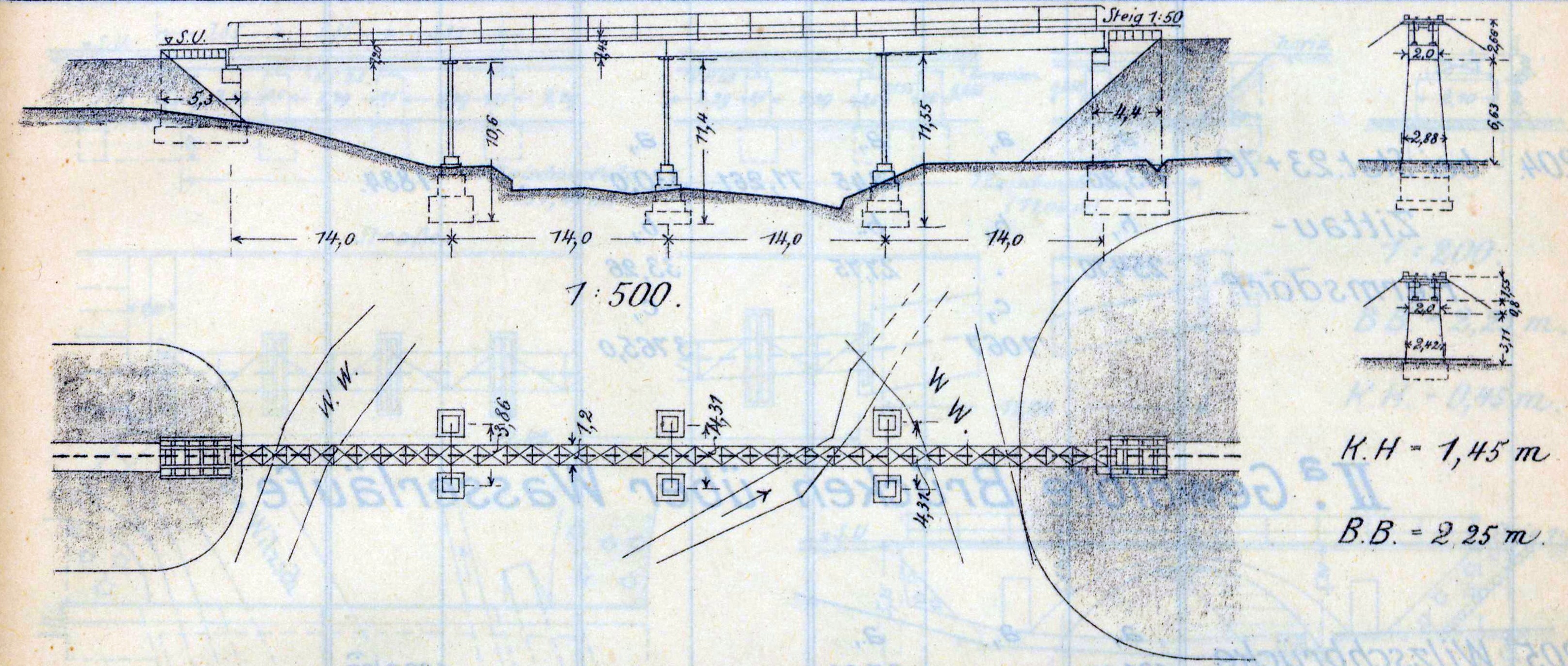
Viadukt Dürrhennersdorf (1911)

Ihre Blütezeit erlebte die Strecke zwischen 1938 und 1944 durch Kriegsvorbereitungen und den Zweiten Weltkrieg. Die hier ansässige Rüstungsindustrie produzierte zahlreiche kriegswichtige Güter. So verkehrten neben fünf Zugpaaren auch noch zwei Personenzüge auf dem Abschnitt Taubenheim–Oppach, auch wurden zusätzliche Güterzüge in den Fahrplan eingelegt. Wichtigster Güterkunde in dieser Zeit war vor allem das Siemens-Werk in Oppach. Zwischen 1000 und 1200 Berufspendler nutzten in dieser Zeit täglich die Schmalspurbahn. So wurden ab 1940 planmäßig zwei Lokomotiven benötigt, zum zunächst angedachten Einsatz der noch neuen Schmalspurtriebwagen 137 322–325 kam es aber nicht. Am 8. Mai 1945 wurde von der Wehrmacht der Viadukt in Dürrhennersdorf gesprengt, allerdings konnte die behelfsmäßig reparierte Brücke bereits im Juni 1945 wieder befahren werden.
Schon wenige Monate nach Kriegsende, am 17. September 1945 wurde der Fahrbetrieb auf der Strecke eingestellt und die Schienen sowie fast alle ihrer Fahrzeuge gingen als Reparation an die Sowjetunion. Im November 1945 fuhr der letzte Zug der Abbaukolonne. In den nachfolgenden Jahren wurden zwar einige Versuche unternommen, die Strecke wiederaufzubauen, das Vorhaben scheiterte aber an Materialmangel. 

### 21. Jahrhundert (Nachnutzung)
Heute sind noch viele Relikte der ehemaligen Bahnlinie zu finden. Der Bahnhof Taubenheim (Spree) ist Bestandteil des historischen Rundweges im Ort. Nördlich des Bahnhofs erinnert noch der Straßenname An der Kleinbahn an die Schmalspurbahn. In Oppach ist das Empfangsgebäude und die Widerlager des Viaduktes noch zu sehen. Auch in Dürrhennersdorf sind noch viele Erinnerungen an die Kleinbahn, wie der Lokschuppen und die Widerlager des Viaduktes vorhanden.
In Beiersdorf und Oberschönbach ist die ehemalige Bahnstrecke Teil des Rundweges um den Bieleboh, von Mittelschönbach kann die ehemalige Bahnstrecke bis Dürrhennersdorf als Radweg benutzt werden. Stand Oktober 2022 wird der Radweg von Schönbach kommend Richtung Westen in den Ortskern von Beiersdorf fortgesetzt. Durch den Ersatzneubau des Beiersdorfer Viadukts und der Brücke über die Schmiedentalstraße wird der Radweg danach durchgängig von Schönbach bis zum ehemaligen Bahnhof in Beiersdorf befahrbar sein.

## Fahrzeugeinsatz
Die eingesetzten Lokomotiven und Wagen entsprachen den allgemeinen sächsischen Bau- und Beschaffungsvorschriften für die Schmalspurbahnen und konnten daher freizügig mit Fahrzeugen anderer sächsischer Schmalspurstrecken getauscht werden.
In den Anfangsjahren kamen zunächst die dreifach gekuppelten I K-Lokomotiven auf der Strecke zum Einsatz. Kurzzeitig gehörte auch eine Lokomotive der Gattung III K (Nr. 36) zum Lokomotivbestand. Ab 1926 bis zur Stilllegung 1945 wurde der Zugverkehr fast ausschließlich von der leistungsstärkeren Gattung IV K bewältigt. Belegt ist der kurzfristige Einsatz der Gattung V K um 1940. Bei Schäden wurden die Lokomotiven oft mit denen der Zittauer Schmalspurbahn getauscht.
1892 waren drei zweiachsige und ein vierachsiger Reisezugwagen sowie 13 gedeckte und 22 offene Güterwagen vorhanden. Bis 1926 wurden die zweiachsigen Reisezugwagen durch vierachsige ersetzt. Zur Betriebseinstellung 1945 waren insgesamt 17 vierachsige Personenwagen im Bestand.
Der Güterverkehr wurde zunächst fast ausschließlich mit Schmalspurgüterwagen abgewickelt, da zunächst nur ein einziges Rollbockpaar vorhanden war. Später wurde auch ein Rollfahrzeugverkehr eingeführt. 1945 waren 23 vierachsige Rollwagen vorhanden. Dazu kamen insgesamt 18 schmalspurige Güterwagen der Gattungen OO, GG und HH.

## Fotos

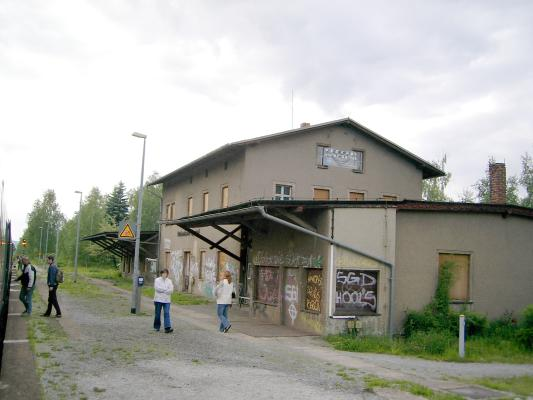
Bahnhof Taubenheim (Spree)
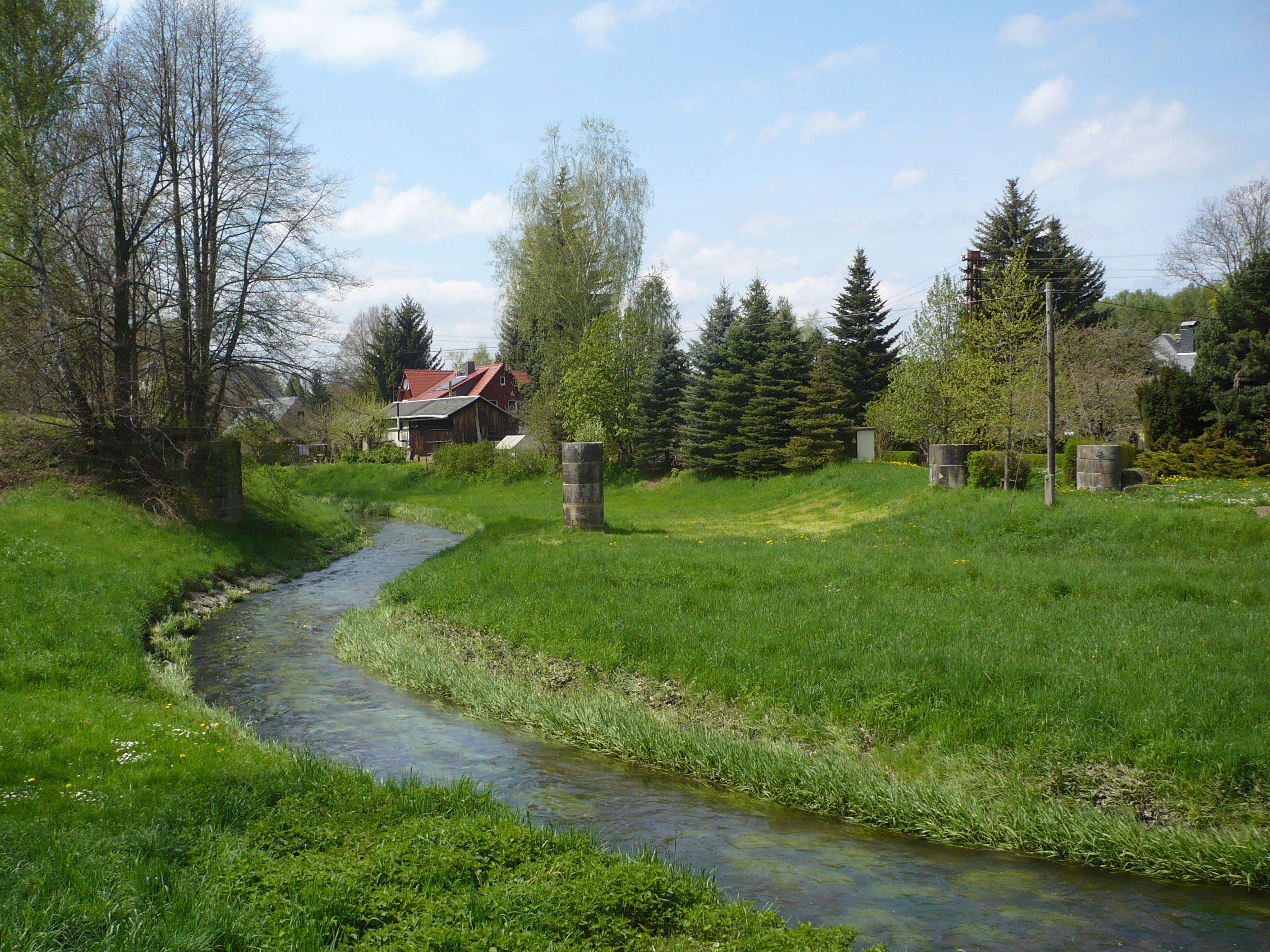
Fundamente der ehemaligen Spreebrücke in Taubenheim (2010)
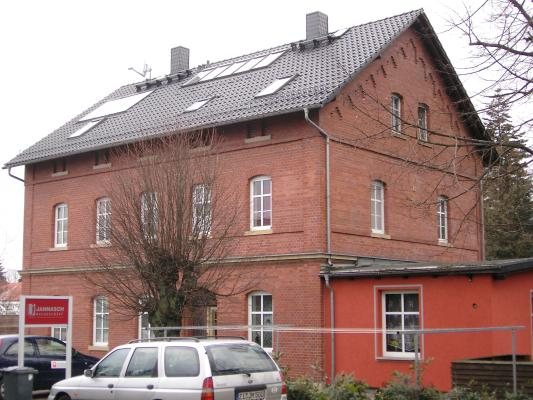
Bahnhof Oppach
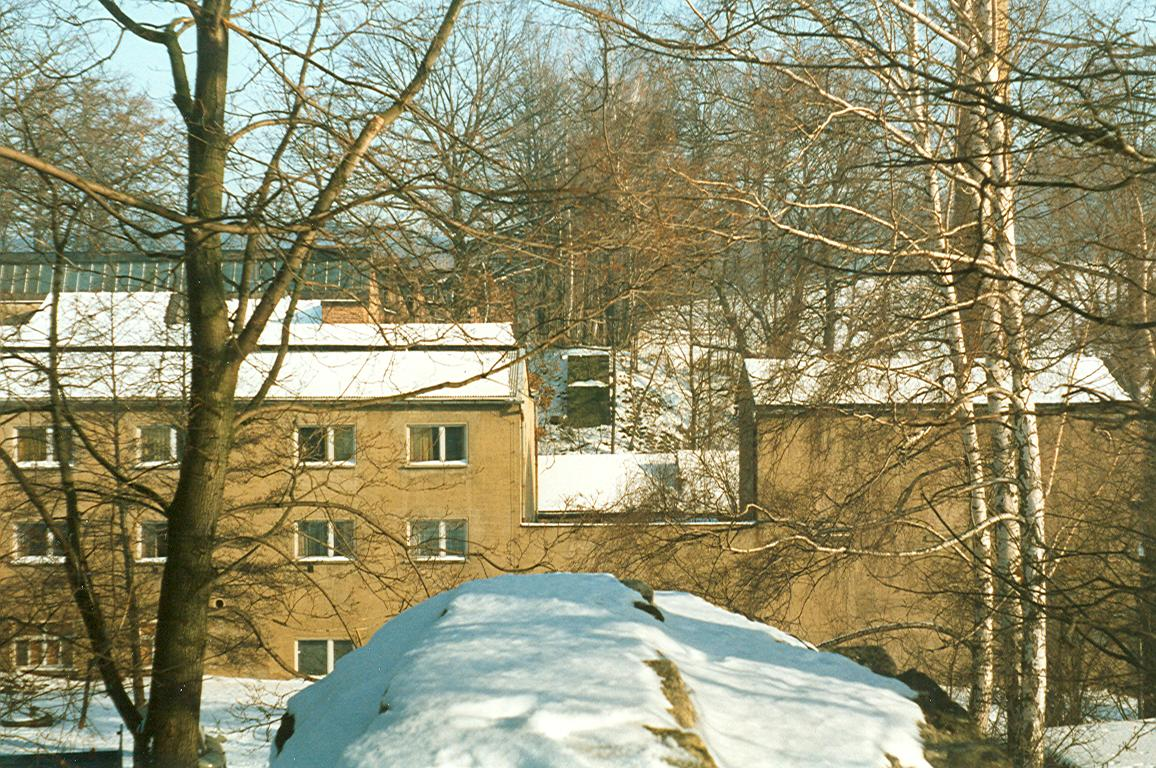
Widerlager des ehemaligen Viadukts in Oppach (1993)
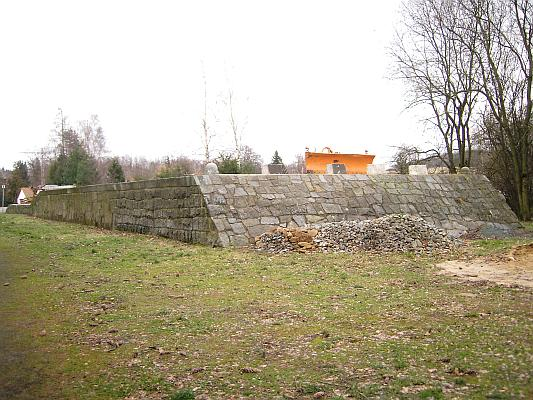
Laderampe in Beiersdorf
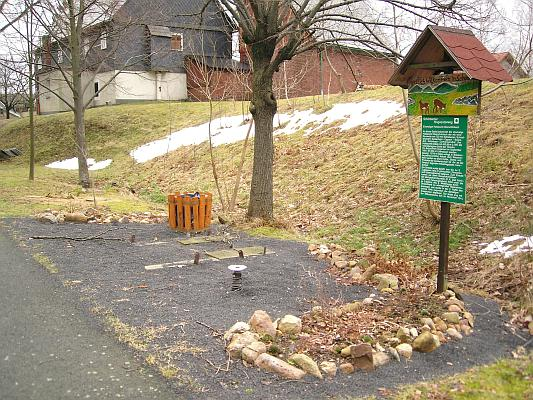
Haltepunkt Oberschönbach
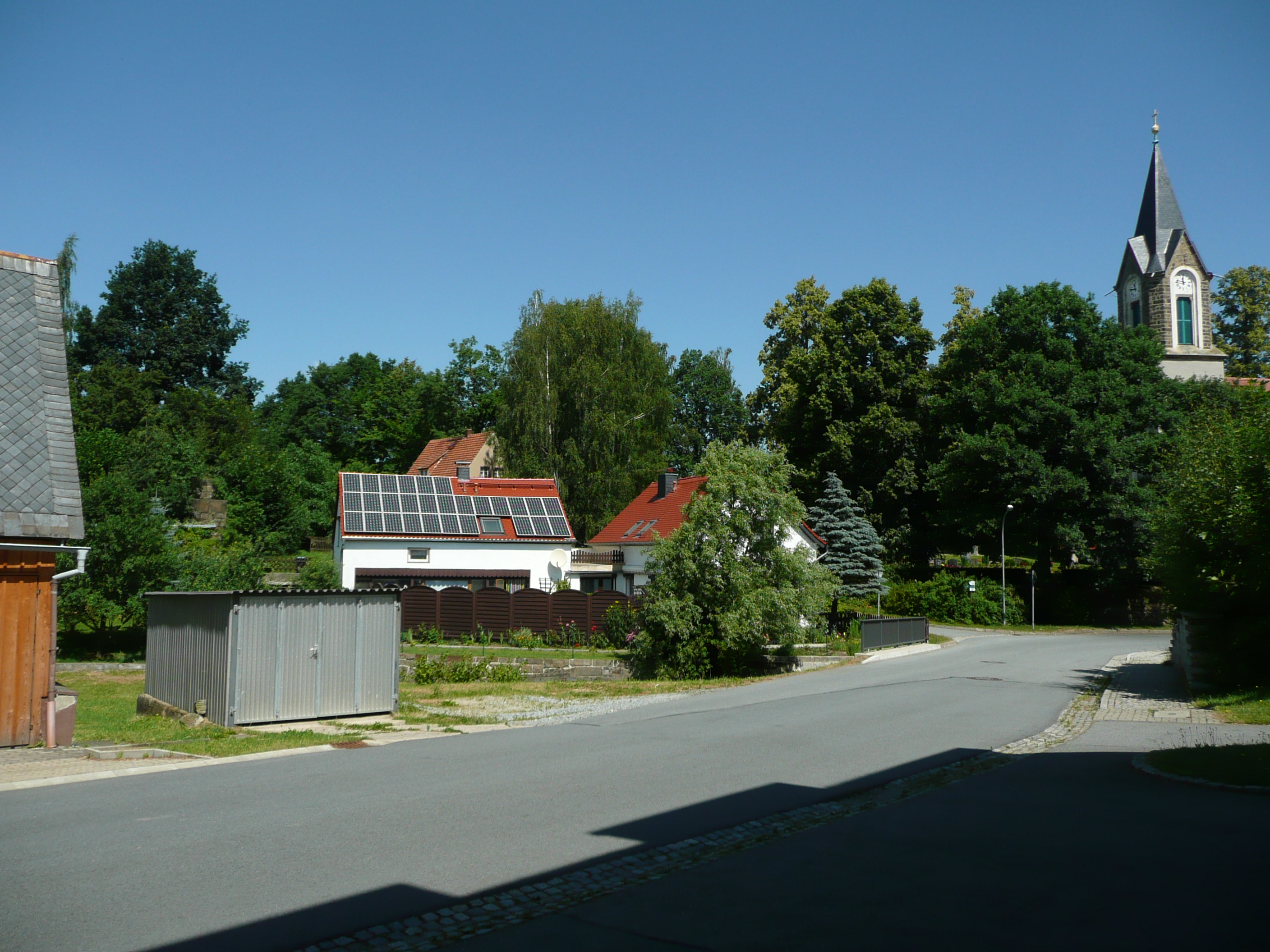
Blick zum Standort des ehemaligen Viadukts in Dürrhennersdorf
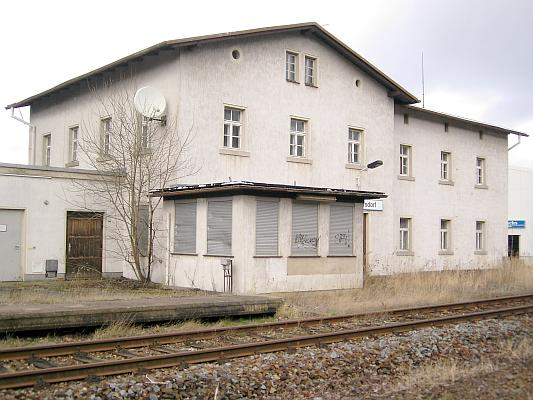
Bahnhof Dürrhennersdorf